# Amtsgericht Delitzsch
Das Amtsgericht Delitzsch war ein deutsches Amtsgericht mit Sitz in Delitzsch.

## Geschichte
Von 1849 bis 1879 bestand in Delitzsch das Kreisgericht Delitzsch im Sprengel des Appellationsgerichtes Naumburg. Im Rahmen der Reichsjustizgesetze wurden 1879 reichsweit einheitlich Oberlandes-, Land- und Amtsgerichte gebildet. Das königlich preußische Amtsgericht Delitzsch wurde mit Wirkung zum 1. Oktober 1879 als eines von 18 Amtsgerichten im Bezirk des Landgerichtes Halle im Bezirk des Oberlandesgerichtes Naumburg gebildet. Der Sitz des Gerichts war die Stadt Delitzsch. Sein Gerichtsbezirk umfasste den Kreis Delitzsch ohne die Teile, die den Amtsgerichten Düben, Eilenburg und Halle zugeordnet waren; Hinzu kam aus dem Kreis Bitterfeld der Stadtbezirk Brehna, die Amtsbezirke Kitzendorf und Roitzsch und aus dem Amtsbezirk Holzweißig der Gemeinde- und Gutsbezirk Petersroda. Am Gericht bestanden 1880 drei Richterstellen. Das Amtsgericht war damit ein mittelgroßes Amtsgericht im Landgerichtsbezirk. Gerichtstage wurden in Brehna gehalten.
1952 wurden in der DDR die Amts-, Land- und Oberlandesgerichte abgeschafft und einheitlich Kreis- und Bezirksgerichte gebildet. Damit wurde das Amtsgericht Delitzsch aufgehoben. Delitzsch kam zum Kreis Delitzsch daher entstand das Kreisgericht Delitzsch im Sprengel des Bezirksgerichts Halle.
Mit dem Gerichtsorganisationsgesetz vom 30. Juni 1992 wurden nach der Wende in Sachsen die traditionelle Gerichtsstruktur wieder hergestellt. Das Kreisgericht Delitzsch wurde aufgehoben und das Amtsgericht Delitzsch entstand neu, wurde aber nun dem Landgericht Leipzig zugeordnet. Mit dem Gerichtsorganisationsgesetz vom 24. Mai 1994 wurde das Amtsgericht Delitzsch mit Wirkung vom 1. August 1994 aufgehoben.